# Torres de Albanchez (ort i Spanien)
Torres de Albanchez är en ort i Spanien.   Den ligger i provinsen Provincia de Jaén och regionen Andalusien, i den centrala delen av landet, 240 km söder om huvudstaden Madrid. Torres de Albanchez ligger 858 meter över havet och antalet invånare är 923.
Terrängen runt Torres de Albanchez är kuperad. Runt Torres de Albanchez är det glesbefolkat, med 12 invånare per kvadratkilometer. Närmaste större samhälle är La Puerta de Segura, 8,8 km sydväst om Torres de Albanchez. Omgivningarna runt Torres de Albanchez är i huvudsak ett öppet busklandskap.